# Emil von Sauer (Komponist)

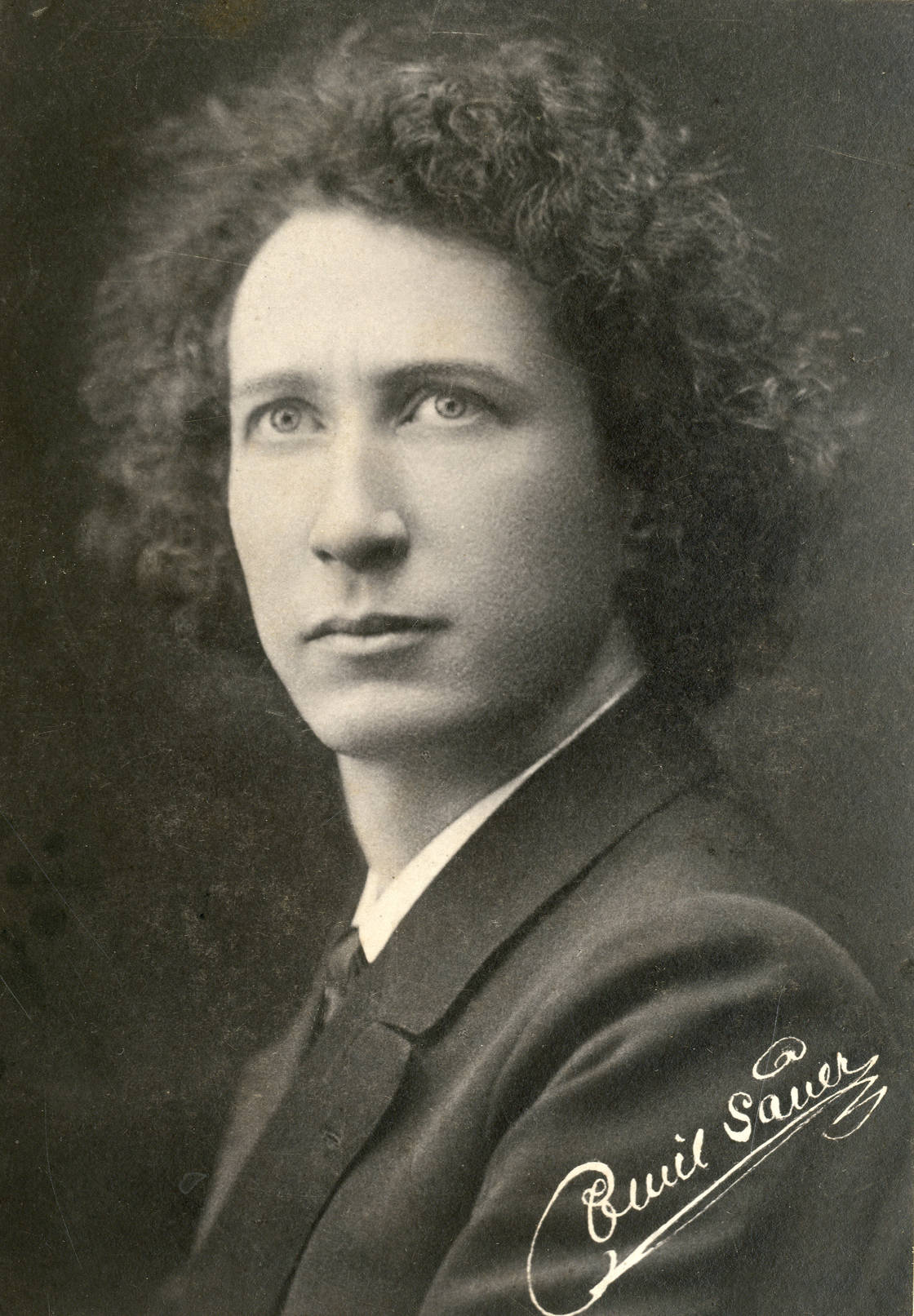
Emil Sauer, 1919

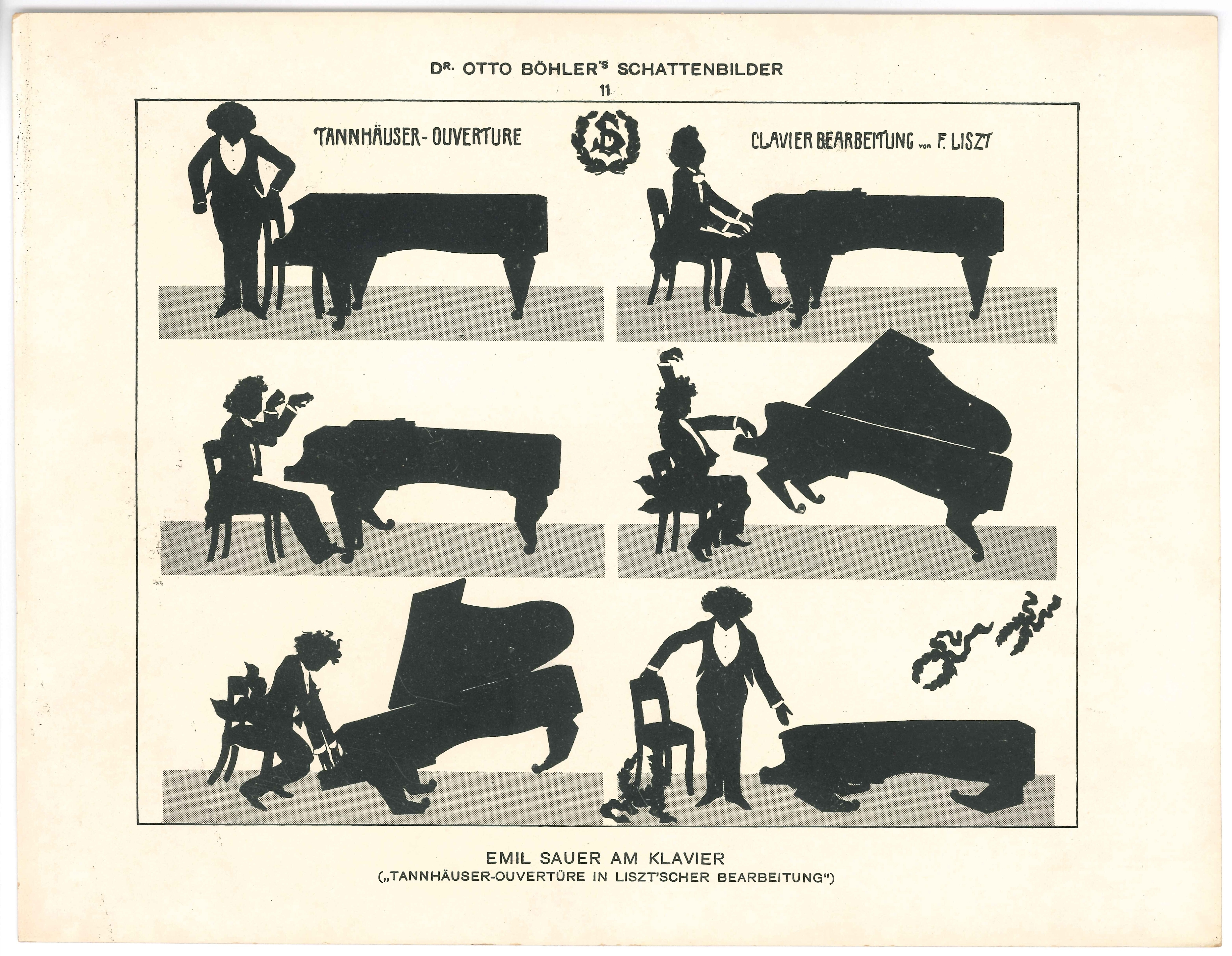
Emil v. Sauer am Klavier, Silhouette von Otto Böhler

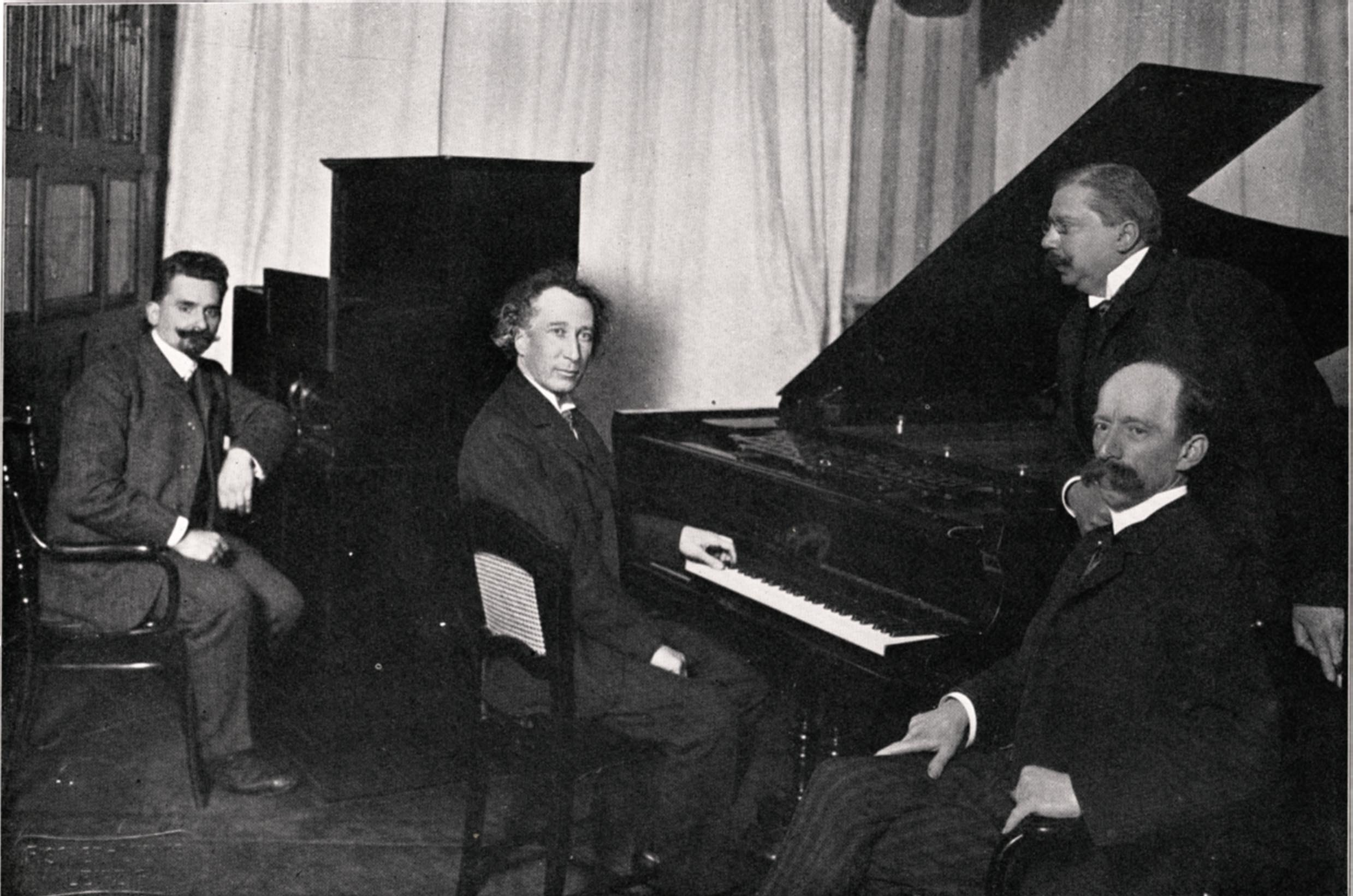
Emil von Sauer am 25. November 1905 bei der Aufnahmesitzung für Welte-Mignon im Studio Leipzig. Links Karl Bockisch, rechts stehend Hugo Popper

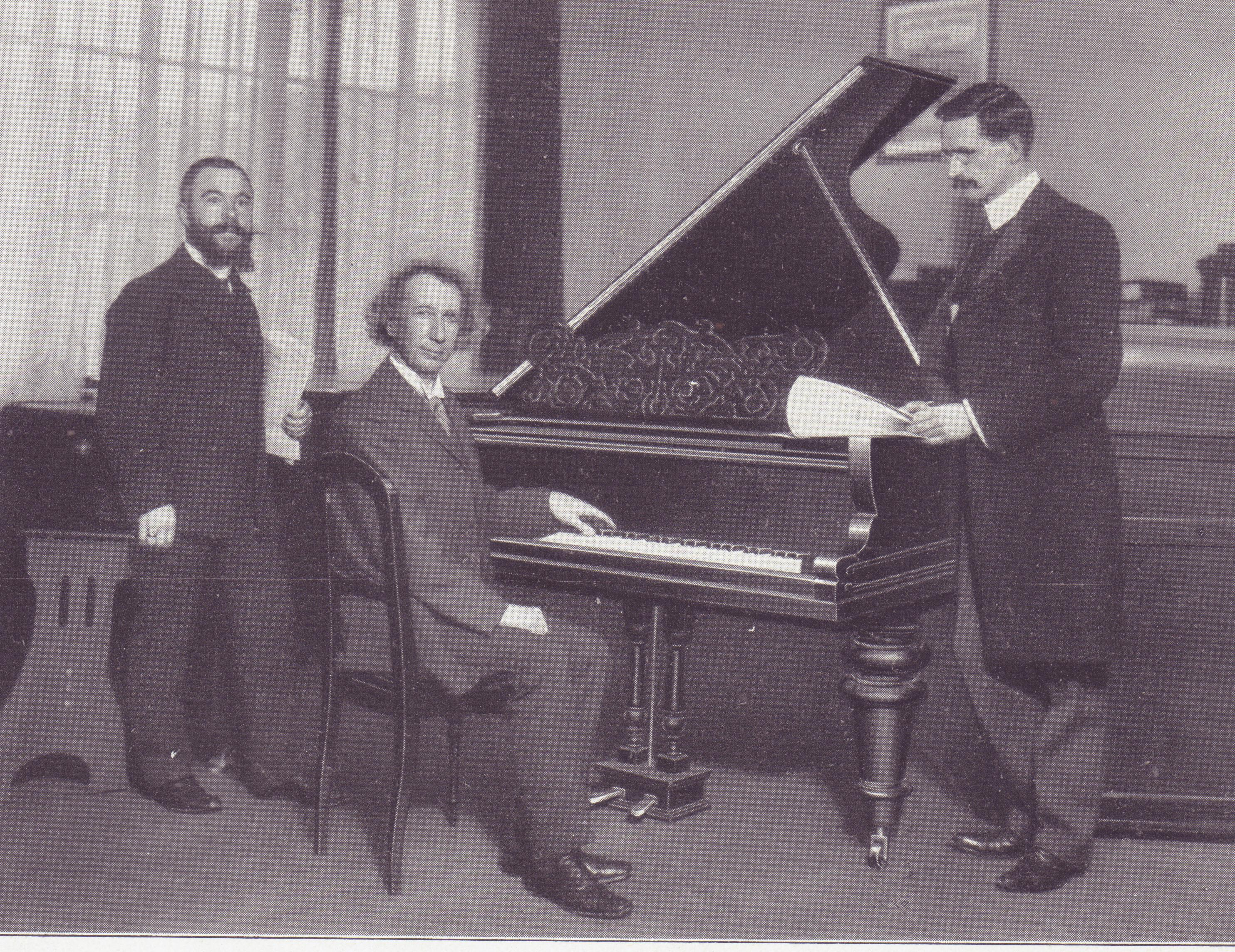
Emil von Sauer am 12. November 1907 bei der Aufnahmesitzung für Hupfeld-DEA im Aufnahmesalon der Fa. Ludwig Hupfeld AG Leipzig.

Emil von Sauer (* 8. Oktober 1862 in Hamburg; † 27. April 1942 in Wien) war ein deutscher Komponist, Pianist und Musikpädagoge.

## Leben
Frühzeitig wurde er von seiner Mutter im Klavierspiel unterrichtet. In Sankt Petersburg traf er auf Anton Rubinstein, dem er vorspielte. Auf dessen Empfehlung hin wurde er ab 1879 Schüler von Nikolai Rubinstein am Moskauer Konservatorium. In den Jahren 1884 bis 1885 folgte ein weiteres Studium bei Franz Liszt in Weimar.
Ab 1901 war er in Wien am Konservatorium der Gesellschaft der Musikfreunde tätig, wo er die Meisterklasse für Klavier leitete. Diese Tätigkeit übte er mit Unterbrechungen bis zu seinem Tode aus. Daneben machte er seit 1880er bis Mitte 1930er Jahre ausgedehnte Konzerttourneen, die ihn durch ganz Europa und bis in die Vereinigten Staaten führten und ihm zu Weltgeltung verhalfen.
Er edierte Werke von Chopin und Liszt, aber auch Scarlatti, Schumann und Brahms. 1917 wurde Sauer seiner Erfolge wegen geadelt.
Sein kompositorisches Schaffen umfasst Klavierkonzerte, Klaviersonaten, Konzertetüden, Klavierstücke und Lieder. Er war außerdem Herausgeber klavierpädagogischer Literatur und schrieb 1900 eine Autobiografie. Er gilt als einer der letzten Repräsentanten der Schule Franz Liszts.
Von Sauer war der Vater des Juristen Emil von Sauer. Er war zweimal verheiratet. Mit seiner zweiten Frau, der Konzertpianistin Angelica Morales (1911–1996), hatte er zwei weitere Söhne, Julian und Franz. In Hamburg-Bahrenfeld ist die Von-Sauer-Straße nach ihm benannt, in Wien seit 1952 die Sauergasse.

## Ehrungen
- Goldmedaille der Royal Philharmonic Society London
- 1937: Komturkreuz I. Klasse des österreichischen Verdienstordens[2]
- 1937: Ehrenring der Wiener Philharmoniker[2]

## Werke

### Kompositionen (Auswahl)
- Klavierkonzert in e-Moll
- Klavierkonzert in c-Moll
- Klaviersonate in D-Dur
- Klaviersonate in Es-Dur
- Etudes de Concert
- Suite moderne

### Schriften
- Meine Welt. Bilder aus dem Geheimfache meiner Kunst und meines Lebens. Stuttgart 1901 (Autobiografie).

Diese Schrift wurde 2014 in der Reihe „Publikationen historischer Dokumente“ von Jens-Hagen Wegner neu herausgegeben und mit einem Vor- und Nachwort versehen.

## Dokumente
Briefe von Emil von Sauer befinden sich u. a. im Bestand des Leipziger Musikverlages C. F. Peters im Staatsarchiv Leipzig sowie in Archiv, Bibliothek und Sammlungen der Gesellschaft der Musikfreunde in Wien.

## Diskografie
Aufnahmen von Sauer selbst aus den Jahren 1923–1941 erschienen 1998 als 3-CD-Edition:
- Emil von Sauer – The complete commercial recordings. 3 CDs. Marston, 1998. EAN 638335300221.

Ende 2012 waren von seinen Werken etwa sieben CDs erhältlich, darunter
- Klavierkonzert Nr. 1  (Hyperion Records)[3]
- Klavierwerke eingespielt von Oleg Marshev:

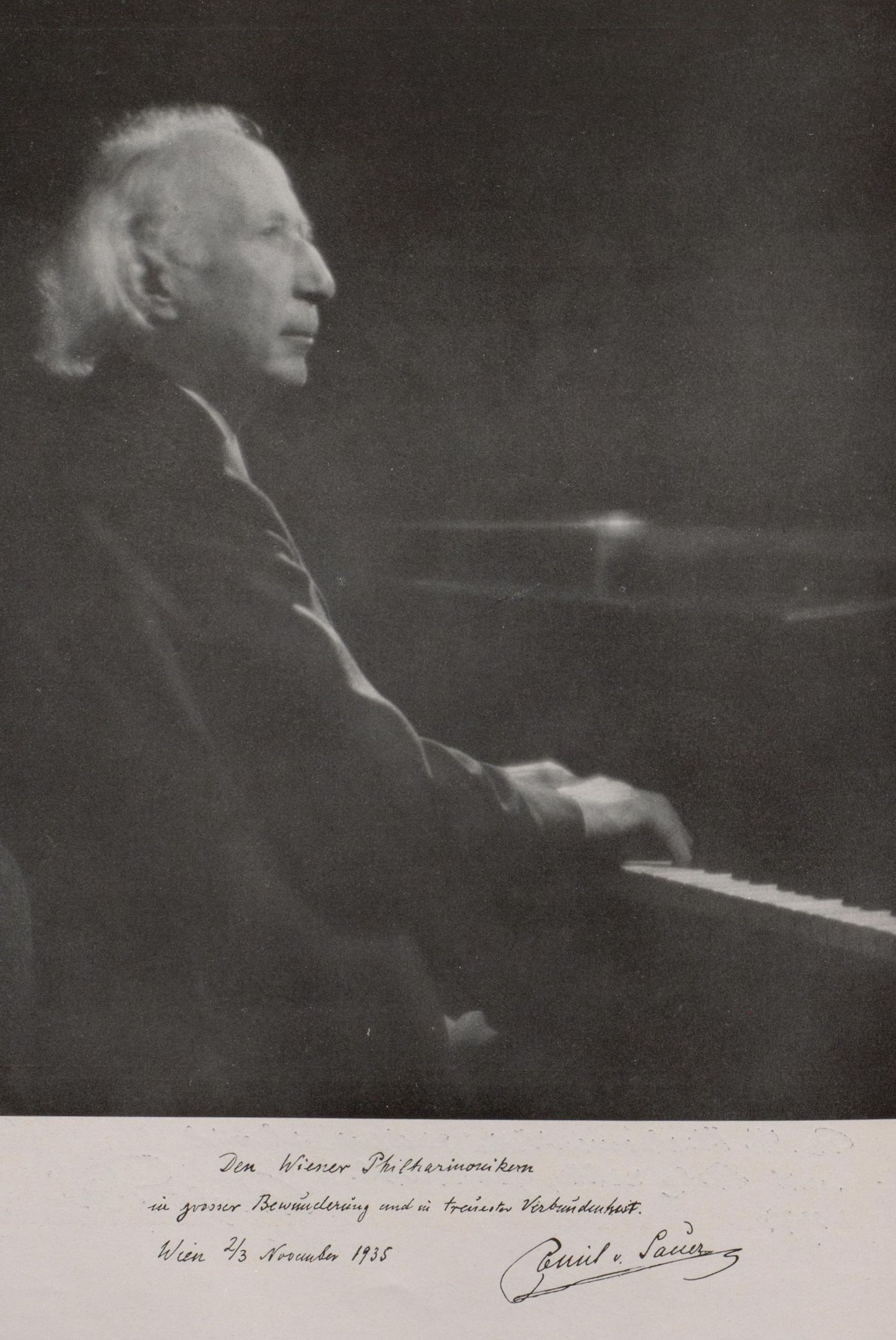
Emil Sauer

  - Emil SauerKlavierkonzert Nr. 2 + 5 Morceaux de difficulte moyenne; Petite Scene de Ballet; Menuet; Polka de Concert; Galop de Concert. (Aarhus SO, Loughran). Danacord 2002
  - Klaviersonate 1
  - Klaviersonate 2
  - Études des Concert Vol. 1
  - Études des Concert Vol. 2
  - Suite moderne[4]